# Biennale de La Havane
La Biennale de la Havane est considérée comme l’une des plus importantes manifestations artistiques au monde. L’événement, qui a lieu tous les deux ans à La Havane (Cuba), était à l’origine destiné à la promotion de l’art contemporain des pays non-occidentaux. 
Depuis sa première édition en 1984, la Biennale aborde des thèmes aussi variés que la tradition, l’art, la société, l’homme et sa mémoire, l’urbanisation… Consacrée en majeure partie aux arts plastiques, les œuvres qui y sont présentées sont essentiellement des peintures et des photographies réalisées grâce à diverses techniques.

## Histoire
Si le milieu des années 1990 a vu l’avènement de grands événements artistiques à travers le monde, la première édition de la Biennale de la Havane date quant à elle de 1984. Seules y étaient présentées les œuvres d’artistes originaires d’Amérique latine et des Caraïbes. 
Deux ans plus tard, en 1986, les artistes africains et asiatiques furent également autorisés à soumettre leurs travaux.
À l’origine, ces deux premières éditions faisaient l’objet d’une remise des prix, mais le comité d’organisation décida par la suite de retirer l’aspect compétitif de l’événement.

## Treizième édition
Tenue du 12 avril au 12 mai 2019, elle a pour thème « La construction de ce qui est possible ». 

## Onzième édition
Elle a pour thème « Pratiques artistiques et imaginaire social » et a eu lieu du 11 mai au 11 juin 2012. Centrée vers la jeune création africaine et caribéenne, elle comprend plus de 130 artistes invités et autant pour le off.
Elle demeure tournée vers l'international, avec, parmi les principaux représentants : 
- Marina Abramovic
- Gabriel Orozco
- Hermann Nitsch
- Manuel Mendive, Cuba
- Philippe Perrin, France
- Jean-François Boclé, France (Martinique)
- Maeksans Denis, Haïti
- LucFosther Diop, Cameroun
- Barthélémy Toguo, Cameroun
- Joelle Ferly, Guadeloupe
- Jose Emilio Fuentes Fonseca (JEFF), Cuba
- Collectif Trinity Session, Afrique du Sud.

Quelques manifestations artistiques :
- Projet « Ciudad Generosa » du collectif de jeunes artistes de l'ISA (Institut Supérieur des Arts)
- Projet « MACSAN » du laboratoire artistique San Augustin.

## Dixième édition
Avec un thème central intitulé « Intégration et résistance à l’ère de la mondialisation », la 10e édition de la Biennale de La Havane a débuté le 27 mars et s’est terminée le 30 avril 2009. 
Cette année encore, les experts du centre d’art contemporain Wifredo Lam ont reçu plus de 400 propositions par des artistes originaires de 44 nations - dont les États-Unis, ce qui fut une première dans l’histoire de la Biennale.
Depuis sa création, la Biennale de La Havane est considérée comme un évènement important pour les pays défavorisés, ce qui justifie le fait que les artistes d’Amérique latine et des Caraïbes sont, encore aujourd’hui, prioritaires sur la liste.
En complément des expositions d’art, la 10e édition de la Biennale de La Havane incluait entre autres des conférences et des projections de documentaires. Durant l’événement, ce sont tous les espaces urbains et les galeries municipales qui furent mobilisés, transformant ainsi la ville en véritable galerie d’art géante.
Les sujets qui ont inspiré les artistes cette année sont : les tensions entre tradition et modernisme, l’histoire de la colonisation et les effets du développement technologique sur la communication entre les hommes, ou encore les échanges entre les différentes cultures contemporaines.
Le groupe de conservateurs pour cette année 2009 était composé de Margarita González, Nelson Herrera Ysla, José Manuel Noceda, Ibis Hernández Abascal, Margarita Sánchez Prieto, José Fernández Portal et Dannys Montes de Oca Moreda.
Quelques travaux d’artistes cubains contemporains :
- JEFF – « Troupeau d’éléphants »
- Mario M. González – Exposition sur le thème du « Drapeau » à travers les œuvres de 200 artistes
- Wilfredo Prieto – « Une étoile dans le ciel de la Havane »
- Liset Castillo – « L’archéologie du pouvoir »
- Yoan Capote – « Esprit ouvert »
- René Francisco Rodriguez – « Interprète »
- Alexander Beatón – « La race permanente »
- Duvier Del Dago – « La boite noire ».

## Sixième édition
Tenue du 3 mai au 8 juin 1997, elle a pour thème « Individu et mémoire ». Répartis sur une vingtaine de lieux, environ 180 artistes de 45 pays y participent. S'y ajoutent des performances de Manuel Mendive, César Martinez, Flavio Pons, Carlos Garaioca, Casas & Lemebel, Chandrasekaran, Arahmaini et Mike Parr, des conférences, des lectures, un symposium international sur la céramique Raku, des ateliers, un programme vidéo. 

## Cinquième édition
Tenue du 6 mai au 30 juin 1994, elle a cinq thèmes de réflexion :  
1. Les espaces fragmentés - art, pouvoir et imagination ;
2. L'autre rive - les migrations ;
3. Appropriation et Crossovers - hybridations culturelles, échanges ;
4. Environnements et circonstances - Écologie, conditions de vie ;
5. L'art et l'individu à la périphérie de la post-modernité.

Elle comprend environ 240 artistes de quarante pays. 
Une sélection de la biennale est exposée au Ludwig Forum für Internationale Kunst à Aix-la-Chapelle en Allemagne en septembre 1994.

## Quatrième édition
Tenue entre le 7 novembre et le 31 décembre 1991, elle a pour thème « Le défi de la colonisation ». Environ 150 artistes de 40 pays sont représentés. La conférence internationale a pour thème « Domination culturelle et Alternatives à la colonisation ».

## Troisième édition
Tenue du premier novembre au 31 décembre 1989, elle a pour thème « Tradition et contemporanéité ». Elle comprend environ 300 artistes et 850 œuvres de 41 pays. Les prix sont supprimés, de nombreuses manifestations artistiques et un colloque international sur la tradition et la contemporanéité dans les arts du tiers monde sont organisés.

## Deuxième édition
Tenue du 26 novembre au 31 décembre 1986, elle s'élargit à l'Afrique et à l'Asie. Elle comprend 690 artistes et plus de 2 400 œuvres de 57 pays. Dix prix sont décernés, à quoi s'ajoutent des spectacles, des conférences, des ateliers. La conférence internationale sur l'art des Caraïbes est publiée en 1989 (éd. Letras Cubanas).

## Première édition
Tenue en mai-juin 1984, elle se concentre sur l'art des Caraïbes et de l'Amérique latine, elle comprend 800 artistes, près de 2 000 œuvres ainsi qu'un symposium consacré à Wilfredo Lam. Le grand prix Wifredo Lam est attribué à Arnold Belkin. Herman Braun-Vega y expose son diptyque Bolivar, luz y penumbras qui fait maintenant partie de la collection du musée universitaire El Chopo de Mexico, dont Arnold Belkin était le directeur à l'époque.